# پاریس (میزوری)
پاریس (به انگلیسی: Paris) یک شهر در ایالات متحده آمریکا است که در شهرستان مونرو، میزوری واقع شده‌است. پاریس ۳٫۲۴ کیلومتر مربع مساحت و ۱٬۲۲۰ نفر جمعیت دارد و ۲۱۱ متر بالاتر از سطح دریا واقع شده‌است.